# 陰應節
陰應節（？—？），山西洪洞縣人。清初政治人物。
順治三年（1646年）三甲第二百八十三名進士。累官工科給事中。順治十四年十一月二十四日，陰應節受刘正宗的指使，奏參江南主考官方猶，因“方姓”聯宗之故，“联宗有素，乃乘机滋弊”，竟取少詹事方拱之子方章鉞為舉人，史稱“丁酉江南鄉試案”。